# Николаевский, Олег Павлович
Оле́г Па́влович Никола́евский (16 ноября 1922, Екатеринбург — 8 марта 1998, там же) — советский и российский киноактёр, режиссёр художественных, документальных и мультипликационных фильмов, сценарист. Заслуженный деятель искусств РСФСР (1980).

## Биография
Родился в Екатеринбурге в семье служащего.
С 1941 года — в действующей армии. Прошёл всю Великую Отечественную войну. В 1985 году был награждён Орденом Отечественной войны II степени.
С 1945 года по 1946 год исполнял обязанности начальника клуба воинской части, затем до 1949 года служил музыкантом, солистом ансамбля воинской части. Демобилизовавшись, работал внештатным корреспондентом в редакции детского вещания Свердловского областного радиокомитета вплоть до 1951 года.
В 1956 году окончил режиссёрский факультет ВГИКа, мастерскую Льва Кулешова и Александры Хохловой. В 1957 году пришёл на Свердловскую киностудию, став вторым режиссёром художественного кино этой студии послевоенного периода (первым был Ярополк Лапшин).
Его дебют «Журавлиная песнь» (1959) вошёл в историю как первый советский фильм-балет, снятый на натуре. В дальнейшем пробовал себя в разных жанрах: приключения, драма, сказка, комедия.
Самой успешной его работой была музыкальная комедия «Трембита» (1968) по мотивам оперетты Юрия Милютина: за год её посмотрели 51,2 миллиона человек, она заняла третье место среди самых успешных картин 1968 года и 46-е место среди абсолютных лидеров советского проката.
Николаевский также работал на хронике, ставил документальные фильмы, снимался в качестве актёра и занимался озвучкой. Кроме того, он был одним из тех, кто стоял у истоков самобытного мультипликационного кино Свердловской киностудии, поставив три кукольных мультфильма по мотивам сказов Павла Бажова.
Скончался 8 марта 1998 года. Похоронен в Екатеринбурге на Широкореченском кладбище.

## Воспоминания современников
«Посмотрев фильм „Девочка из города“ (это одна из лучших его картин), я увидел его ещё и как замечательного актёра, совершенно естественного; и, не задумываясь, пригласил его в картину „Казачья быль“. Он с радостью ухватился (кино это проклятое — он очень его любил!). Снимали под Талицей. И каждый день, глядя в окно, я видел, как Олег Павлович совершает утреннюю пробежку. Он всегда был в компании, всегда на каком-то тонусе оптимистичном. И никто не знал, что он болен…».

## Фильмография

### Актёр
- 1960 — Тайна зелёного бора — Тулункин
- 1961 — Длинный день — водитель «Волги»
- 1969 — Суровые километры — продавец картошки
- 1970 — Мишка принимает бой / Смелого пуля боится — Матвей Степанович, директор пионерлагеря
- 1974 — Какая у вас улыбка — ответственный секретарь редакции
- 1976 — Встретимся у фонтана — директор вагона-ресторана
- 1981 — Пора красных яблок — дядя Ваня
- 1982 — Никто не заменит тебя — водитель
- 1984 — Девочка из города — дед Константин Матвеевич
- 1986 — Арифметика любви — Семён
- 1991 — Группа риска — эпизод
- 1999 — Казачья быль — дед Савка (озвучивает Юрий Саранцев)

### Режиссёр
- 1959 — Журавлиная песнь (фильм-балет)
- 1960 — Тайна зелёного бора
- 1963 — Фитиль (восьмая серия «Вышел трактор из ремонта»)
- 1964 — След в океане
- 1968 — Трембита
- 1969 — Суровые километры
- 1970 — Мишка принимает бой
- 1973 — Самый сильный
- 1974 — Какая у вас улыбка
- 1974 — Мелодии любви (фильм-спектакль)
- 1975 — Медной горы хозяйка (мультипликационный)
- 1976 — Встретимся у фонтана
- 1976 — Малахитовая шкатулка (мультипликационный)
- 1977 — Каменный цветок (мультипликационный)
- 1979 — Ты помнишь
- 1981 — Пора красных яблок
- 1983 — Ожидание (короткометражный)
- 1984 — Девочка из города
- 1986 — Арифметика любви
- 1988 — За кем замужем певица?

### Сценарист
- 1959 — Журавлиная песнь (фильм-балет)
- 1968 — Трембита (совместно с Владимиром Массом)

### Озвучивание мультфильмов
- 1975 — Медной горы хозяйка — читает текст
- 1976 — Малахитовая шкатулка — читает текст
- 1977 — Каменный цветок — читает текст
- 1979 — Золотой волос — Филин
- 1982 — Травяная западёнка — читает текст (в титрах не указан)
- 1988 — 1989 — Ромка, Фомка и Артос (вторая-третья серии) — читает текст (в титрах не указан)
- 1991 — А снег идёт…
- 1993 — В гостях у деда Евлампия. Супостат
- 1994 — В гостях у деда Евлампия. Гармонь
- 1995 — В гостях у деда Евлампия. Жабёнок